# 안와

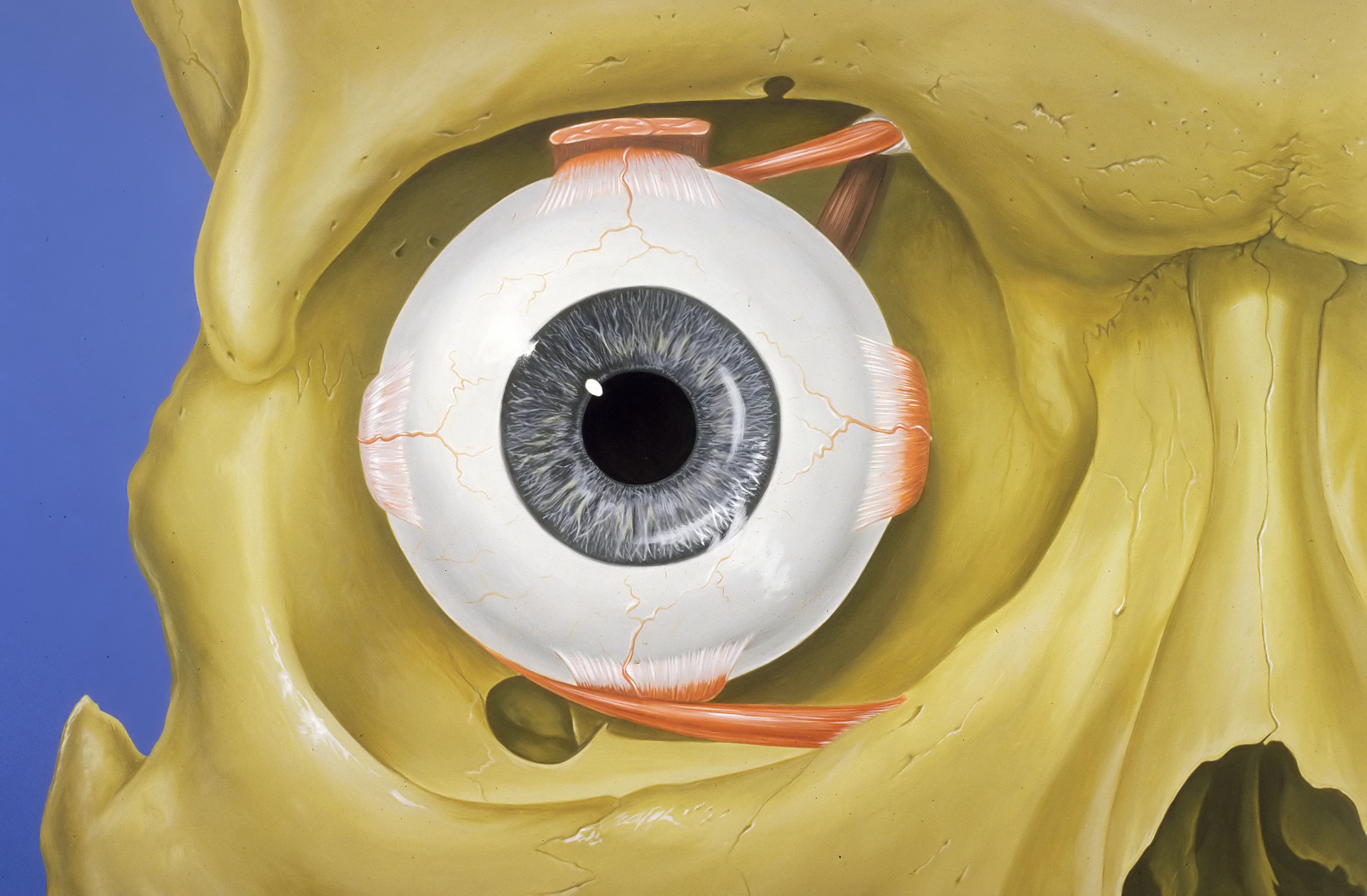
안와

눈확(orbit) 또는 안와(眼窩) 또는 눈구멍은 해부학에서 머리뼈의 공동(빈 공간)으로, 여기에 눈과 부속물이 위치한다. 성인을 기준으로 안와의 부피는 30 mL이며 이 중 눈이 차지하는 비중은 6.5 mL이다.

## 안와의 주변

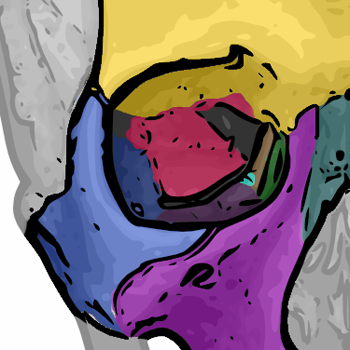
7개의 뼈들이 안와에 연계된다:
노란색 = 이마뼈
녹색 = 누골
갈색 = 벌집뼈
파란색 = 광대뼈
자주색 = 위턱뼈
파란색 = 구개골
빨간색 = 나비뼈
청록색 = 코뼈 (그림에 그려져는 있지만 안와의 일부는 아님)

인간의 안와 주변은 하나의 뼈에서 나온 것이 아닌, 7개의 발생학적으로 구분된 구조물들의 모임이다.

## 같이 보기
- 바깥눈근육
- 위빗근